# Verești (gmina)
Verești – gmina w Rumunii, w okręgu Suczawa. Obejmuje miejscowości Verești, Bursuceni, Corocăiești i Hancea. W 2011 roku liczyła 6289 mieszkańców.